# Sommergrüner Laubwald

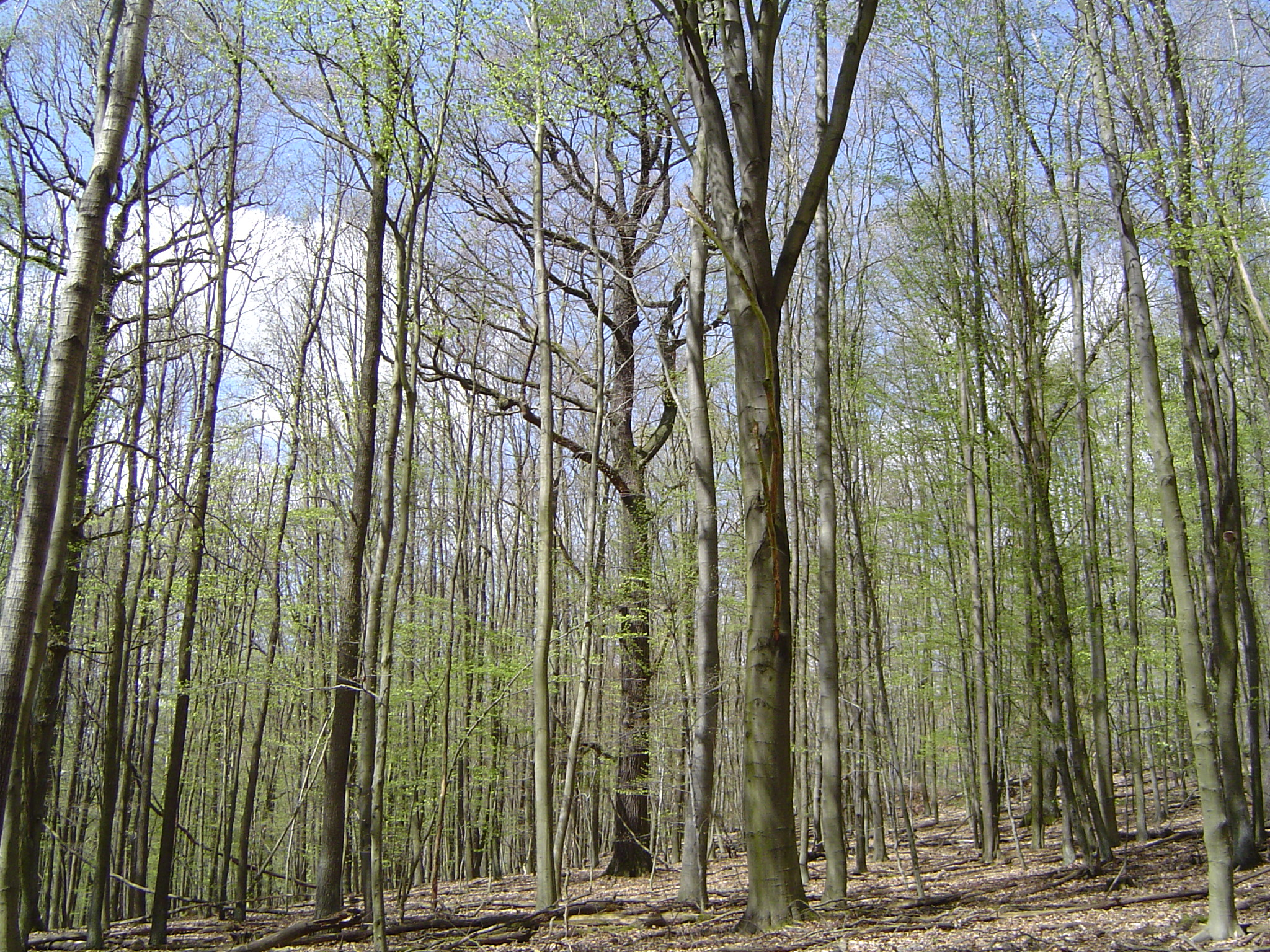
Sommergrüner Laubwald im Frühling, Deutschland

Als sommergrüner oder nemoraler Laubwald  wird die natürlich vorhandene Schlusswaldgesellschaft in humiden, kühl-gemäßigten, ozeanisch beeinflussten Klimaten bezeichnet. Diese ist vor allem in den gemäßigten Zone von Europa, Ostasien und in der Osthälfte von Nordamerika und in geringem Umfang in Patagonien und Neuseeland zu finden.
Der sommergrüne Laubwald Europas wird aus Buchen, Eichen, Ahornen, Ulmen, Linden, Eschen, Erlen und anderen Laubbaumgattungen gebildet. Typische Sträucher sind die Gemeine Hasel, Weißdornarten und in höheren Lagen die Eberesche. Die Bodenflora besteht unter anderem aus Efeu, Haselwurz, Nelkenwurzen und diversen Geophyten. Klimakennzeichen ist eine ungefähr vier- bis fünfmonatige Vegetationsperiode, die sich mit einer kalten Winterperiode abwechselt.
Durch die abgeworfenen Blätter entsteht eine Laubstreuschicht, unter der die mit Humusstoffen angereicherte fruchtbare Verwitterungsschicht des Bodens liegt. Charakteristische Bodentypen sind Braunerden.
Bedingungen für die Ausbildung eines sommergrünen Laubwaldes sind:
- eine warm-feuchte Phase (über 10 °C)
- eine längere Frostperiode (unter −10 °C)
- mindestens 500 mm Niederschlag pro Jahr